# Чередникова, Маина Павловна
Маи́на Па́вловна Чере́дникова (2 мая 1940, Архангельск — 15 марта 2023, Ульяновск) — советский и российский фольклорист, специалист по русскому детскому фольклору. Доктор филологических наук, профессор.
Ученица В. Я. Проппа.

## Биография
Окончила филологический факультет Ленинградского государственного университета, затем аспирантуру Института русской литературы АН СССР. С 1974 года работала на филологическом факультете Ульяновского государственного педагогического университета имени И. Н. Ульянова, в 1999 году стала профессором кафедры литературы.
Руководитель научно-образовательного центра «Традиционная культура и фольклор Ульяновского Поволжья» УлГПУ.
Ведущий научный сотрудник НИИ истории и культуры Ульяновской области имени Н. М. Карамзина.
Более 40 лет руководила фольклорно-этнографическими экспедициями. Является автором термина «замкнутое детское сообщество», обозначающего тип детского сообщества, объединённого внешне (по месту пребывания, общения — детский дом, детский лагерь, колония для несовершеннолетних и т. п.) и внутренне (бытование собственных фольклорных текстов, навыков, элементов — «страшилки», тайные языки, клички, игры и т. п.).
Скончалась 15 марта 2023 года на 82-м году жизни.

## Награды
- Медаль имени Н. М. Карамзина[4].

## Научные труды

### Монографии
- Чередникова М. П. Современная русская детская мифология в контексте фактов традиционной культуры и детской психологии. — Ульяновск: Лаборатория культурологии, 1995. — 256 с.
- Чередникова М. П. «Голос детства из дальней дали…» (Игра, магия, миф в детской культуре) / Сост., науч. ред., прим., библ. указатель В. Ф. Шевченко. — М.: «Лабиринт», 2002. — 224 с. — (Разыскания в области филологии, истории и традиционной культуры: школа В. Я. Проппа). — 3000 экз. — ISBN 5-87604-012-6.
- Традиционная культура Ульяновского Присурья. Этнодиалектный словарь / Колл. авт. И. С. Кызласова (Слепцова), А. П. Липатова, М. Г. Матлин, И. А. Морозов, Е. В. Сафронов, М. П. Чередникова и др.. — М.: Изд-во «Индрик», 2012. — Т. 1. — 656 с. — ISBN 978-5-91674-215-2.
- Традиционная культура Ульяновского Присурья. Этнодиалектный словарь / Колл. авт. И. С. Кызласова (Слепцова), А. П. Липатова, М. Г. Матлин, И. А. Морозов, Е. В. Сафронов, М. П. Чередникова и др.. — М.: Изд-во «Индрик», 2012. — Т. 2. — 656 с. — ISBN 978-5-91674-216-9.

### Статьи
- Чередникова М. П. "Маленький мальчик" в контексте нового мифа // Мир детства и традиционная культура / Сост. С. Айвазян. — М.: Государственный республиканский центр русского фольклора, 1995. — С. 60-72. — 192 с. — 1000 экз. — ISBN 5-86132-016-16 (ошибоч.).
- Чередникова М. П. Определение понятия "современная детская мифология" // Русский фольклор : Хрестоматия исслед.: Учеб. пособие для вузов / Сост. Т. В. Зуева, Б. П. Кирдан. — М.: Флинта, Наука, 1998. — С. 208—211. — 215 с. — 3000 экз. — ISBN 5-89349-0541, ISBN 5-02-011307-7.
- Чередникова М. П. Формула счастья // Неизвестный В. Я. Пропп / А. Мартынова. — М.: Алетейя, 2002. — С. 441—444. — 480 с. — (Петербургская серия). — 1500 экз. — ISBN 5-89329-512-9.
- Чередникова М. П. Миф — сказка — игра в лирическом цикле А. М. Ремизова "Посолонь" // Детский сборник. Статьи по детской литературе и антропологии детства / Сост. Е. Кулешов, И. Антипова. — М.: ОГИ, 2003. — С. 307—316. — 448 с. — (Антропология / Фольклор. Новые исследования). — 2000 экз. — ISBN 5-94282-109-7.
- Чередникова М. П. Куклы в играх современных детей // Живая старина. — 2006. — № 1. — С. 18—22.
- Чередникова М. П. Культура трассы: Автостоп в России // Современный городской фольклор. — М.: РГГУ, 2007. — С. 86—102. — 736 с. — (Традиция — текст — фольклор. Типология и семиотика). — 5000 экз. — ISBN 978-5-7281-0331-8.
- Чередникова М. П. Фольклор больничной палаты // Современный городской фольклор. — М.: РГГУ, 2007. — С. 280—282. — 736 с. — (Традиция — текст — фольклор. Типология и семиотика). — 5000 экз. — ISBN 978-5-7281-0331-8.
- Поляков С. Д., Семикашева И. А., Чередникова М. П. Повседневная жизнь старших школьников в общеобразовательном учреждении // Вестник Российского гуманитарного научного фонда. — 2010. — № 3 (60). — С. 172—181. — ISSN 1562-0484.